# Jovem Pan FM Aracaju
Jovem Pan FM Aracaju é uma emissora de rádio brasileira sediada em Aracaju, capital do estado de Sergipe. Opera no dial FM, na frequência 88,7 MHz, e é afiliada a Jovem Pan FM, sendo pertencente ao Grupo Lomes de Comunicação.

## História
A emissora surgiu em 1992 como Delmar FM, e já chegou a ser arrendada à Rede Aleluia, durando até 2005. Desde 2 de fevereiro de 2007, opera como afiliada da Jovem Pan FM, que estava fora da capital desde 1999, quando operou na frequência da extinta Mix FM Aracaju.